# József Katona
József Katona (Kecskemét, 11 novembre 1791 – 16 aprile 1830) è stato un drammaturgo ungherese.

## Biografia
Studente di giurisprudenza a Pest prima e procuratore municipale nella sua città di nascita poi, esordì come attore in una compagnia teatrale traducendo testi stranieri.
Fu autore delle opere La sedia di Lucia (1812), La distruzione di Gerusalemme (1814) e soprattutto Il bano Bánk (1825) che, dopo qualche anno di censura, ottenne un buon successo di critica e di pubblico, ed è reputata una delle opere più importanti della drammaturgia ungherese.
Il dramma si caratterizzò per la tensione fra i protagonisti descritti psicologicamente con accuratezza e per il desiderio di libertà contro gli oppressori asburgici. La vicenda è ambientata nella corte di Andrea II (1205-1235), dove l'alto dignitario Bánk accusa la regina Gertrude di connivenza con lo stupro subito da sua moglie per opera del fratello della regina, e infine la uccide. Il dignitario Bánk, a causa del rimorso per il suo gesto, perde il lume della ragione.